# Јони Ортио
Јони Ортио (фин. Joni Ortio — Турку, 16. април 1991) професионални је фински хокејаш на леду који игра на позицији голмана.
Члан је сениорске репрезентације Финске за коју је на међународној сцени дебитовао на светском првенству 2013. године.
Учествовао је на улазном драфту НХЛ лиге 2009. где га је као 171. пика у шестој рунди одабрала екипа Калгари флејмса. У редовима Флејмса повремено је наступао током три сезоне, а дебитантски наступ у НХЛ-у остварио је на утакмици играној 27. фебруара 2014. против Лос Анђелес кингса. Током каријере наступао је још за финске клубове ТПС и ХИФК, а од 2016. игра за шведски Шелефтео.